# Witold Niesiołowski
Witold Gawin Niesiołowski (ur. 4 sierpnia 1866 w Suchym Gruncie, zm. 7 stycznia 1954 w Bytomiu) – polski zoolog, entomolog, tytularny pułkownik piechoty Wojska Polskiego.

## Życiorys
Uczęszczał do Gimnazjum w Tarnowie, następnie studiował w Akademii Handlowej w Wiedniu i w Akademii Wojskowej. Po ukończeniu studiów został oficerem c. i k. armii. Służył jako oficer zawodowy w garnizonach Galicji i Karyntii. Na kapitana został awansowany ze starszeństwem z 1 maja 1906 roku. W 1914 roku pełnił służbę w c. i k. 17 pułku piechoty w Klagenfurcie.
Od 1919 roku w Wojsku Polskim. 11 czerwca 1920 roku został zatwierdzony z dniem 1 kwietnia 1920 roku w stopniu podpułkownika, w piechocie, w grupie oficerów byłej armii austriacko-węgierskiej. Pełnił wówczas służbę w Dowództwie Okręgu Generalnego „Kraków”. 26 października 1923 roku Prezydent RP Stanisław Wojciechowski zatwierdził go w stopniu tytularnego pułkownika piechoty. Później został zweryfikowany w stopniu tytularnego pułkownika ze starszeństwem z dniem 1 czerwca 1919 roku w korpusie oficerów stanu spoczynku piechoty. W 1934 roku pozostawał w ewidencji Powiatowej Komendy Uzupełnień Kraków Miasto. Posiadał przydział do Oficerskiej Kadry Okręgowej Nr V. Był wówczas „w dyspozycji dowódcy Okręgu Korpusu Nr V”.
Stworzył znaczący zbiór motyli, bogaty przede wszystkim w okazy rodzajów Parnassius i Erebia. Opracował lepidopterofaunę okolic Krakowa, Tatr, Podola i Czarnohory. W latach okupacji zajmował się żądłówkami pasożytniczymi powiatu Dąbrowa Tarnowska. 
Zmarł w 1954 w Bytomiu. Został pochowany na cmentarzu Rakowickim w Krakowie.

## Ordery i odznaczenia
- Kawaler Orderu Franciszka Józefa (1917)[8]
- Brązowy Medal Jubileuszowy Pamiątkowy dla Sił Zbrojnych i Żandarmerii
- Krzyż Jubileuszowy Wojskowy